# IPhone 13 Mini
El iPhone 13 mini es un dispositivo de gama alta desarrollado y fabricado por Apple, fue lanzado junto con los iPhone 13, 13 Pro y 13 Pro Max en octubre de 2021, teniendo un precio aproximado de $699 USD en Estados Unidos y 799€ en España.

## Características
Este dispositivo conserva gran parte de las características del iPhone 13 como el procesador Bionic A15 y la resistencia "Ceramic Shield", hereda otras del iPhone 12 Mini como su pantalla de 5.4 pulgadas, conectividad 5G, el zoom óptico, no obstante mejora otras como el almacenamiento que llega hasta 512 GB, mejor batería, mejor grabación de video, etc. Actualmente posee los colores blanco, azul, rosa, rojo y recientemente verde.